# تارگو ترتوش
تارگو ترتوش (به لاتین: Târgu Trotuș) یک منطقهٔ مسکونی در رومانی است که در شهرستان باکائو واقع شده‌است.

## خصوصیات
تارگو ترتوش ۵٬۳۵۴ نفر جمعیت دارد.